# Balchunas Pass
Balchunas Pass är ett bergspass i Antarktis. Det ligger i Västantarktis. Inget land gör anspråk på området. Balchunas Pass ligger 1 802 meter över havet.
Terrängen runt Balchunas Pass är kuperad åt sydväst, men åt nordost är den platt. Trakten är obefolkad. Det finns inga samhällen i närheten.